# Карри (приправа)

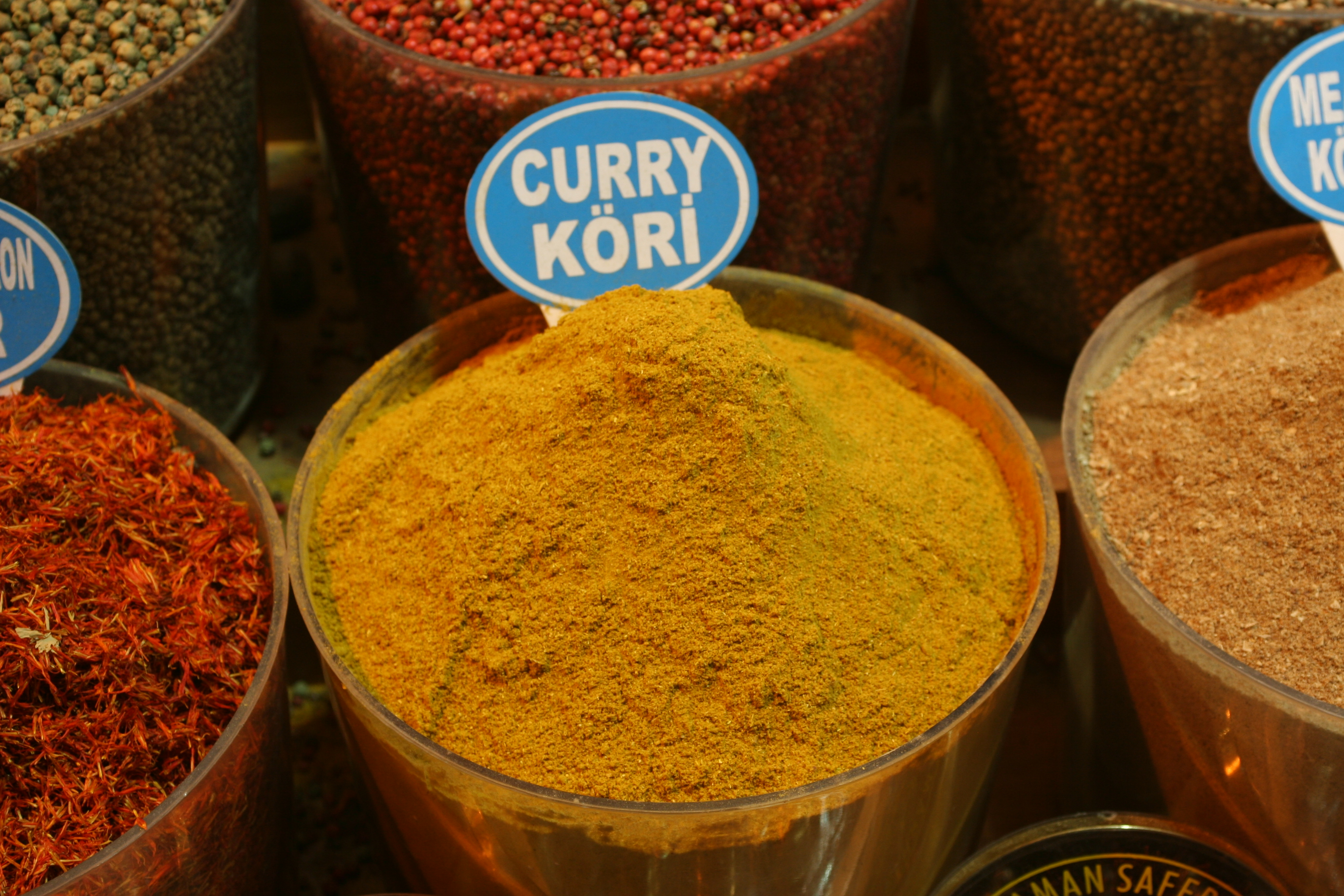

Ка́рри (там. கறி kari) — индийская приправа из смеси пряностей, основу которой составляют перетёртые в порошок куркума, пажитник (фенугрек, шамбала), кориандр и красный острый перец.
В традиционную смесь карри входят два обязательных компонента — куркума и лист растения карри (муррайи Кёнига), но в смеси промышленного изготовления лист карри заменяют пажитником по причине редкости и дороговизны этого растения.
Карри применяется для ароматизации и окрашивания риса, овощей, мяса, птицы, безалкогольных напитков. На её основе готовят соус карри.
В Индии, как правило, смесь изготавливается незадолго перед применением из свежих пряностей. Состав смеси не фиксирован и определяется по вкусу.
Примеры стандартных составов карри промышленного изготовления в странах Азии, Европы и Америки (в процентах):
| Пряности             | Индийские универсальные карри (кроме рыбных блюд) | Индийские универсальные карри (кроме рыбных блюд) | Индийские универсальные карри (кроме рыбных блюд) | Полные карри            | Полные карри           | Карри для рыбных блюд | Неполные карри | Неполные карри |
| Пряности             | Нежный светлый                                    | Жгучий светлый                                    | Жгучий тёмный                                     | Умеренно жгучий светлый | Умеренно жгучий тёмный | Карри для рыбных блюд | Жгучий         | Нежгучий       |
| -------------------- | ------------------------------------------------- | ------------------------------------------------- | ------------------------------------------------- | ----------------------- | ---------------------- | --------------------- | -------------- | -------------- |
| Куркума              | 32                                                | 30                                                | 20                                                | 30                      | 20                     | 32                    | 20             | 28             |
| Пажитник             | 10                                                | 4                                                 | 10                                                | 4                       | 4                      | 10                    | 10             | 10             |
| Кориандр             | 24                                                | 22                                                | 26                                                | 27                      | 37                     | 32                    | 36             | 36             |
| Красный острый перец | 1                                                 | 6                                                 | 6                                                 | 4                       | 4                      | 2                     | 5              | 2              |
| Ажгон или кумин      | 10                                                | 10                                                | 10                                                | 8                       | 8                      | 10                    | 10             | 10             |
| Фенхель              | 2                                                 | 2                                                 | 2                                                 | 2                       | 2                      | 4                     | —              | —              |
| Имбирь               | —                                                 | 7                                                 | 7                                                 | 4                       | 4                      | —                     | 5              | 2              |
| Кардамон             | 12                                                | 12                                                | 12                                                | 5                       | 5                      | —                     | —              | —              |
| Гвоздика             | 4                                                 | 2                                                 | 2                                                 | 2                       | 2                      | —                     | —              | —              |
| Перец белый          | 5                                                 | 5                                                 | —                                                 | 4                       | —                      | 10                    | —              | 5              |
| Перец чёрный         | —                                                 | —                                                 | 5                                                 | —                       | 4                      | —                     | 5              | —              |
| Перец душистый       | —                                                 | —                                                 | —                                                 | 4                       | 4                      | —                     | 4              | 4              |
| Корица китайская     | —                                                 | —                                                 | —                                                 | 4                       | 4                      | —                     | —              | —              |
| Мускатный цвет       | —                                                 | —                                                 | —                                                 | 2                       | 2                      | —                     | —              | —              |
| Горчица белая        | —                                                 | —                                                 | —                                                 | —                       | —                      | —                     | 5              | 3              |